# Loxophlebia flavipicta
Loxophlebia flavipicta är en fjärilsart som beskrevs av William Schaus 1912. Loxophlebia flavipicta ingår i släktet Loxophlebia och familjen björnspinnare. Inga underarter finns listade i Catalogue of Life.